# Nacionalni stadion u Varšavi
Nacionalni stadion u Varšavi je stadion u glavnom gradu Poljske, Varšavi. Stadion je otvoren 29. siječnja 2012. Namijenjen je isključivo nogometu, a kapacitet je 58.145 sjedećih mjesta. Na njemu su se odigrale neke utakmice, te četvrtfinale i polufinale Europskoga nogometnoga prvenstva koje se 2012. održavalo u Poljskoj i Ukrajini.

## Vanjske poveznice
- Stadion Narodowy  Arhivirana inačica izvorne stranice od 10. srpnja 2019. (Wayback Machine)